# 巴拉基里夫卡
49°21′12″N 38°55′20″E / 49.35333°N 38.92222°E
巴拉基里夫卡（烏克蘭語：Балакирівка）是位於烏克蘭東部的村莊，由盧甘斯克州舊比利斯克區的舊比利斯克市鎮負責管轄。該村始建於1963年，面積0.47平方公里，海拔高度81米，2001年人口44，人口密度每平方公里94.6人。